# Tibor Tatai
Tibor Tatai (Pöse, 4 de agosto de 1944) é um velocista alemão na modalidade de canoagem.
Foi vencedor da medalha de Ouro em C-1 1000 metros em Cidade do México 1968.